# Dalian Women’s Tennis Open
Dalian Women’s Tennis Open – żeński turniej tenisowy kategorii WTA 125K series zaliczany do cyklu WTA, rozgrywany na twardych kortach w Chińskim Dalianie w latach 2015 do 2017.

## Mecze finałowe

### Gra pojedyncza kobiet
| Rok  | Zwyciężczyni      | Finalistka       | Wynik               |
| 2017 | Kateryna Kozłowa  | Wiera Zwonariowa | 6:4, 6:2            |
| 2016 | Kristýna Plíšková | Misa Eguchi      | 7:5, 4:6, 2:5 krecz |
| 2015 | Zheng Saisai      | Julja Gluszko    | 2:6, 6:1, 7:5       |

### Gra podwójna kobiet
| Rok  | Zwyciężczynie                | Finalistki                           | Wynik             |
| 2017 | Lu Jingjing You Xiaodi       | Guo Hanyu Ye Qiuyu                   | 7:6(2), 4:6, 10–5 |
| 2016 | Lee Ya-hsuan Kotomi Takahata | Nicha Lertpitaksinchai Jessy Rompies | 6:2, 6:1          |
| 2015 | Zhang Kailin Zheng Saisai    | Chan Chin-wei Darija Jurak           | 6:3, 6:2          |